# 카노 맵

카르노 맵의 예

카르노 맵(영어: Karnaugh map, 간단히 K-map)은 논리 회로 용어로,  불 대수 위의 함수를 단순화하는 방법이다. 불 대수에서 확장된 논리 표현을 사람의 패턴인식에 의해 연관된 상호관계를 이용하여 줄이는 방법이다.

## 예시
카르노도는 불 대수를 편리하게 단순화하는 방법을 제공한다. 설계대상이 요구하는 입력과 출력의 관계를 진리표로 표현하고 이것으로부터 카르노 맵을 그린다.
|    | A | B | C | D | f(A, B, C, D) |
| -- | - | - | - | - | ------------- |
| 0  | 0 | 0 | 0 | 0 | 0             |
| 1  | 0 | 0 | 0 | 1 | 0             |
| 2  | 0 | 0 | 1 | 0 | 0             |
| 3  | 0 | 0 | 1 | 1 | 0             |
| 4  | 0 | 1 | 0 | 0 | 0             |
| 5  | 0 | 1 | 0 | 1 | 0             |
| 6  | 0 | 1 | 1 | 0 | 1             |
| 7  | 0 | 1 | 1 | 1 | 0             |
| 8  | 1 | 0 | 0 | 0 | 1             |
| 9  | 1 | 0 | 0 | 1 | 1             |
| 10 | 1 | 0 | 1 | 0 | 1             |
| 11 | 1 | 0 | 1 | 1 | 1             |
| 12 | 1 | 1 | 0 | 0 | 1             |
| 13 | 1 | 1 | 0 | 1 | 1             |
| 14 | 1 | 1 | 1 | 0 | 1             |
| 15 | 1 | 1 | 1 | 1 | 0             |

단순화 되지 않은 불대수 표현에서 불 변수{\displaystyle A}, {\displaystyle B}, {\displaystyle C}, {\displaystyle D}에 대해:
- {\displaystyle f(A,B,C,D)=\sum _{}(6,8,9,10,11,12,13,14)}

여기서 {\displaystyle \sum _{}}안의 숫자는 최소항 전개(minterm)의 진리표에서 출력이 1이다.
출력 1인 각각의 최소항들을 모두 표시하면:
- {\displaystyle f(A,B,C,D)=({\overline {A}}BC{\overline {D}})+(A{\overline {B}}\,{\overline {C}}\,{\overline {D}})+(A{\overline {B}}\,{\overline {C}}D)+(A{\overline {B}}C{\overline {D}})+(A{\overline {B}}CD)+(AB{\overline {C}}\,{\overline {D}})+(AB{\overline {C}}D)+(ABC{\overline {D}})}

이것은 단순화되지 않는 불대수이다.

### 카르노 맵
카르노 맵은 입력변수와 출력을 도식화 하고, 같은 출력의 패턴을 찾아 묶음으로 단순화 한다. 배치에서 변수의 값이 변하도록 서로 묶이도록 배치한다.
이것을 진리표의 출력값을 배치하면:

K-map construction.

K-map에서 최소항들은 컬러상자로 표시한다. 갈색은 겹친영역이고, 빨간도식은 2×2 그리고 녹색은 4×1.

서로 이웃의 출력끼리 묶어 상자를 만든다. 만약 X가 존재하다면 출력 0이든 1이든 어디에도 포함할 수 있다.

### 단순화
출력 1을 기준으로 단순화 하면
빨간상자는:
- 변수 A가 1일 때 1로 출력된다. 따라서 그대로 포함된다.

결국 곱의합(sum-of-products expression) 표현으로 표시하면 {\displaystyle A{\overline {C}}}.
같은 방법으로 녹색상자는 A와 B가 유지되고, C는 D 배제된다. B는 0일 때 1로, 보수로 출력이 나타난다.
{\displaystyle A{\overline {B}}}.
파란상자는 {\displaystyle BC{\overline {D}}}.
출력 1이 모두 포함하도록 각각의 상자를 위와 같이 표현하고 모두 곱의합형태로 나타내면 단순화 된 결과가 된다:
{\displaystyle A{\overline {C}}+A{\overline {B}}+BC{\overline {D}}}.
전체 단순화되지 않는 식:
{\displaystyle f(A,B,C,D)=({\overline {A}}BC{\overline {D}})+(A{\overline {B}}\,{\overline {C}}\,{\overline {D}})+(A{\overline {B}}\,{\overline {C}}D)+(A{\overline {B}}C{\overline {D}})+(A{\overline {B}}CD)+(AB{\overline {C}}\,{\overline {D}})+(AB{\overline {C}}D)+(ABC{\overline {D}})}
이것을 카노 맵으로 단순화 하면:
{\displaystyle f(A,B,C,D)=A{\overline {C}}+A{\overline {B}}+BC{\overline {D}}}

### 역함수
역함수를 구하기 위해서는 1대신 0으로 묶음상자를 만든다.
위와 같은 방법으로:
- 갈색상자—{\displaystyle {\overline {A}}\,{\overline {B}}}
- 금색상자—{\displaystyle {\overline {A}}\,{\overline {C}}}
- 파란상자—{\displaystyle BCD}

역함수로 표시하면:
{\displaystyle {\overline {F}}={\overline {A}}\,{\overline {B}}+{\overline {A}}\,{\overline {C}}+BCD}
드 모르간의 법칙(De Morgan's laws)을 적용하여 합의 곱(product of sums)으로 표시하면:
{\displaystyle {\overline {\overline {F}}}={\overline {{\overline {A}}\,{\overline {B}}+{\overline {A}}\,{\overline {C}}+BCD}}}
{\displaystyle F=\left(A+B\right)\left(A+C\right)\left({\overline {B}}+{\overline {C}}+{\overline {D}}\right)}

## 같이 보기
- 수리 논리학